# Андреа (Ходячие мертвецы)
Андреа Харрисон (англ. Andrea Harrison) — персонаж серии комиксов «Ходячие мертвецы» и одноименного американского телесериала. Роль Андреа в сериале исполнила актриса Лори Холден — начиная с первого сезона и вплоть до финала третьего, где её героиня погибла. Андреа является одним из наиболее известных и одним из четырёх выживших на данный момент персонажей комикса.

## История развития

### Кастинг
В телесериале роль Андреа играет Лори Холден, которая подписала контракт на участие в проекте в мае 2010 года. Холден ранее снялась в двух кинофильмах продюсера сериала Фрэнка Дарабонта — «Мажестик» и «Мгла» и была одной из актрис, наравне с Мелиссой Макбрайд и Джеффри Деманном, которые появлялись в нескольких разных проектах Дарабонта. Перед съемками актриса прочитала комикс чтобы проанализировать своего персонажа и отметила, что здесь ей пришлось прикладывать больше физических усилий чем в других проектах, так как её персонаж постепенно становился воином в комиксе.

### Характеристика
The Hollywood Reporter описал героиню как «одного из ключевых выживших героев комикса, которая умеет управляться со снайперской винтовкой и влюбляется в мужчину вдвое старше себя». В сериале Андреа предстает более морально истощенной в первом сезоне и пытается покончить с собой в финале сезона, но Дэйл её спасает. Начиная со второго сезона характер персонажа значительно меняется и она становится практически бесстрашной.

### Отношения
В комиксе Андреа имеет связь с Дэйлом. В телесериале же авторы решили не включать в сюжет любовную историю и ограничились дружбой между героями, а Дэйл в конечном счете был убит ближе к концу второго сезона, намного раньше чем в комиксе. Холден была потрясена его уходом и чувствовала, что можно было бы исследовать их историю в шоу ещё некоторое время. Также во втором сезоне на ферме у Андреа случился роман с Шейном, который в комиксе погиб задолго до событий на ферме. В 3-м сезоне становится любовницей Губернатора. Узнав в конце 3-го сезона, что Губернатор её обманывает и намерен уничтожить всех членов группы Рика, она попыталась предупредить своих прежних товарищей. Была схвачена Губернатором и возвращена в Вудбери. Андреа была прикована к стоматологическому креслу и заперта вместе с умирающим от рук Губернатора Милтоном. Ей удалось освободиться, но обернувшийся в зомби Милтон укусил её. Чтобы не обратиться в ходячего, выстрелила себе в голову.